# Манліус (селище, Нью-Йорк)
Манліус (англ. Manlius) — селище (англ. village) в США, в окрузі Онондага штату Нью-Йорк. Населення — 4662 особи (2020).

## Географія
Манліус розташований за координатами 43°0′4″ пн. ш. 75°58′54″ зх. д. / 43.00111° пн. ш. 75.98167° зх. д. (43.001057, -75.981633).  За даними Бюро перепису населення США в 2010 році селище мало площу 4,63 км², з яких 4,62 км² — суходіл та 0,00 км² — водойми.

## Демографія
Згідно з переписом 2010 року, у селищі мешкали 4704 особи в 2035 домогосподарствах у складі 1207 родин. Густота населення становила 1016 осіб/км².  Було 2132 помешкання (461/км²).
Расовий склад населення:
| - 90,8 % — білих - 5,5 % — азіатів - 1,8 % — чорних або афроамериканців - 0,2 % — корінних американців |

До двох чи більше рас належало 1,4 %. Частка іспаномовних становила 1,8 % від усіх жителів.
За віковим діапазоном населення розподілялося таким чином: 24,1 % — особи молодші 18 років, 59,2 % — особи у віці 18—64 років, 16,7 % — особи у віці 65 років та старші. Медіана віку мешканця становила 42,3 року. На 100 осіб жіночої статі у селищі припадало 87,4 чоловіків;  на 100 жінок у віці від 18 років та старших — 85,0 чоловіків також старших 18 років.
Середній дохід на одне домашнє господарство  становив 94 478 доларів США (медіана — 71 667), а середній дохід на одну сім'ю — 120 208 доларів (медіана — 103 516). Медіана доходів становила 68 897 доларів для чоловіків та 42 104 долари для жінок. За межею бідності перебувало 6,0 % осіб, у тому числі 3,0 % дітей у віці до 18 років та 9,1 % осіб у віці 65 років та старших.
Цивільне працевлаштоване населення становило 2353 особи. Основні галузі зайнятості: освіта, охорона здоров'я та соціальна допомога — 39,5 %, фінанси, страхування та нерухомість — 10,2 %, виробництво — 8,7 %, роздрібна торгівля — 7,9 %.